# 단권
단권(短拳)은 중국 허베이성에서 주로 행해지는 쿵후의 한 형태이다.